# Ban phước

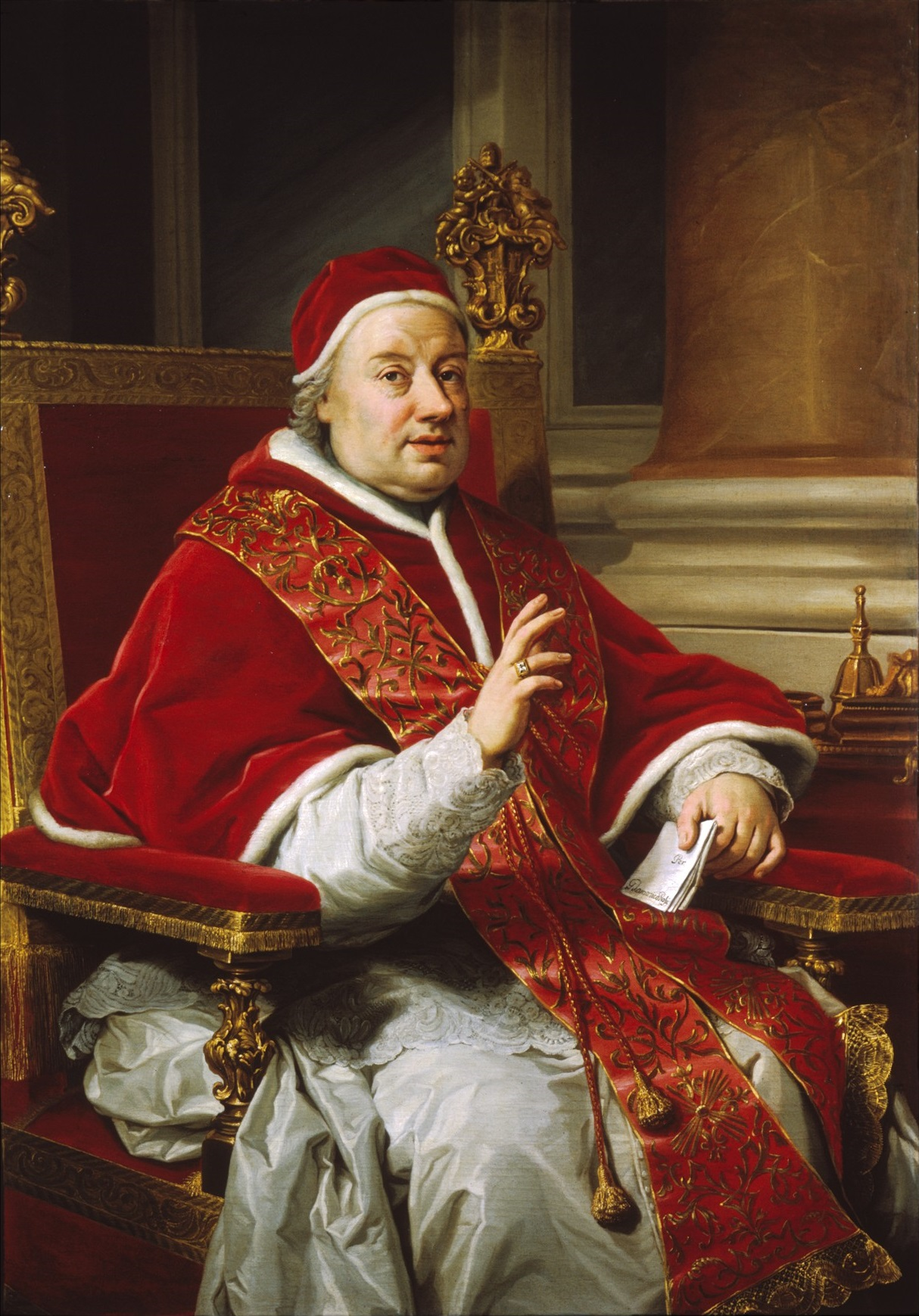
Họa phẩm về Giáo hoàng Clement XII đang ban phép với tay phải làm dấu thánh, tay trái cầm xấp bùa giải tội

Ban phước (Blessing) cũng được dùng để chỉ việc ban tặng phước phần là việc truyền đạt một sứ điệp với ân điển, sự thánh khiết, sự cứu chuộc thuộc linh, hoặc bày tỏ ý muốn của Chúa đầy dẫy thánh thiêng. Trong Do Thái giáo Rabbinic, một lời chúc phúc (hay Berakhah) được tuyên đọc vào một thời khắc trong khi cầu nguyện, nghi lễ hoặc hoạt động khác, đặc biệt là trước và sau khi dùng bữa ăn. Ý nghĩa thuộc linh của lời chúc phúc là thừa nhận Chúa trong Do Thái giáo là nguồn gốc của mọi lời chúc phúc. Phước lành và lời nguyền của Đấng Christ xuất hiện trong Tân Ước, như được kể lại trong Phúc lành của Luca (6:20-22). 

## Biểu hiện

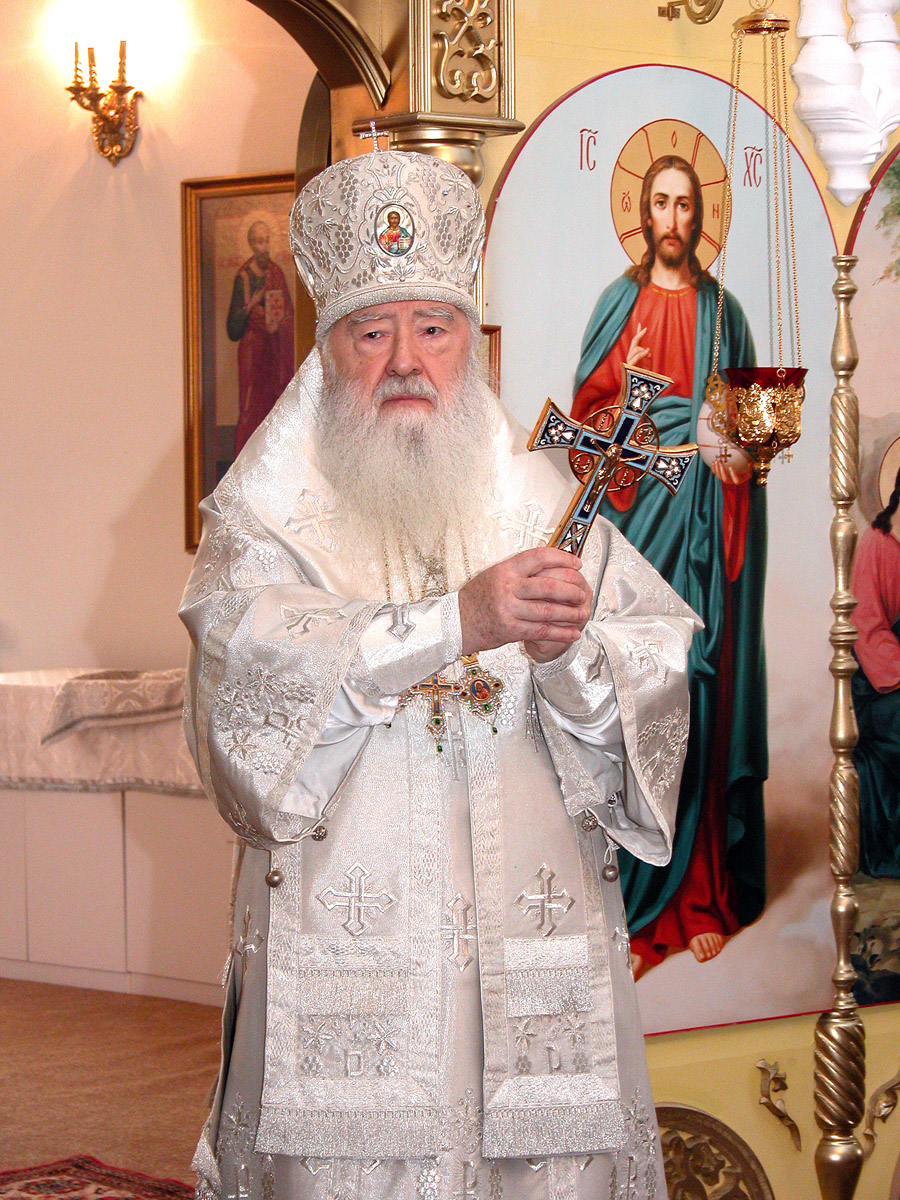
Một chức sắc tôn giáo đang làm lễ ban phước tại nhà thờ Troitska

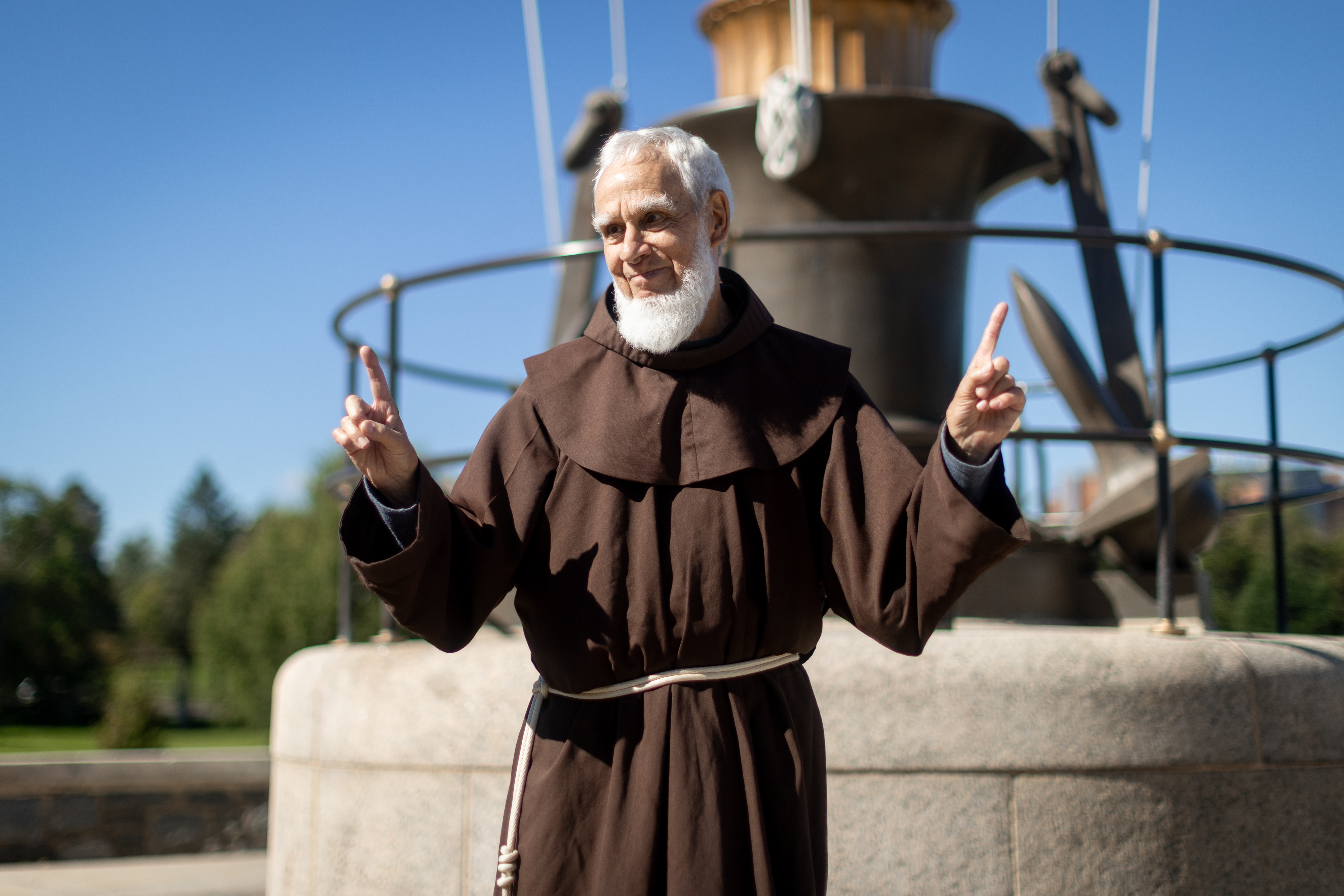
Một linh mục Cơ Đốc đang làm nghi thức ban phước

Trong Công giáo La Mã, Chính thống giáo Đông phương, Anh giáo, Luther giáo và các truyền thống tương tự, các phước lành của nhà thờ được các giám mục, linh mục và phó tế thực hiện nghi lễ ban phước. Trong các nhà thờ Công giáo La Mã, Chính thống giáo Đông phương, Anh giáo và Luther, các phước lành được giám mục và linh mục ban cho trong nghi thức phụng vụ, họ sẽ giơ tay phải lên và làm dấu thánh giá với nó trên người hoặc đồ vật được ban phước, hay ban phước cho thú vật. Họ cũng ban phước lành để bắt đầu thờ phượng hằng ngày và khi giải lao phụng vụ khi kết thúc. Trong Giáo hội Chính thống giáo Đông phương, các phước lành phụng vụ được thực hiện trên người, đồ vật hoặc được ban tại các thời điểm cụ thể trong các buổi lễ thiêng liêng. Một linh mục hoặc giám mục thường ban phước bằng tay (phép đặt tay), nhưng có thể sử dụng thánh giá ban phước, nến, biểu tượng Thánh, chén Thánh (ly bầu) hoặc Sách Phúc âm để ban phước lành, chủ sự luôn luôn làm dấu Thánh giá bằng cách đó. 
Khi ban phước bằng tay, một linh mục sử dụng tay phải của mình, giữ các ngón tay sao cho chúng tạo thành các chữ cái Hy Lạp IC XC, chữ lồng của Chúa Jesus Christ. Một giám mục cũng làm như vậy, ngoại trừ việc ông sử dụng cả hai tay, hoặc có thể cầm trượng thánh bằng tay trái, sử dụng cả hai để làm Dấu Thánh giá. Một giám mục cũng có thể ban phước bằng những cây nến đặc biệt được gọi là Dikirion và Trikirion (tam đầu). Khi ban phước cho một vật thể, chủ sự thường hướng dẫn các giám mục và linh mục Chính thống giáo sử dụng các chất liệu như hương và nước thánh. Ngoài ra, sự cho phép chính thức của giáo hội để thực hiện một hành động được gọi là "phước lành". Phước lành có thể được ban từ một giám mục hoặc linh mục của chính mình. Khi một giáo dân Chính thống giáo ban phước lành, người đó sẽ giữ ngón tay cái và hai ngón tay đầu tiên của bàn tay phải lại với nhau (cùng một cấu hình được sử dụng khi làm Dấu thánh giá trên chính mình) và làm dấu thánh giá trên người hoặc vật mà họ đang ban phước. 
Trong các nghi lễ Tin Lành như của Giáo hội Cải cách hoặc Giáo hội Tin Lành, mục sư sẽ ban phước cho giáo dân trong phần kết thúc của buổi lễ thờ phượng, được gọi là phước lành. Sổ tay thờ phượng công cộng của Giáo hội Trưởng lão Chính thống nêu rằng "Trừ khi cần thiết, không ai được rời đi cho đến sau khi ban phước lành" và "bằng Thánh Linh của Ngài sẽ thực hiện công tác thông qua chức vụ của Lời Chúa, Chúa hướng đến dân sự của Ngài trong lời kêu gọi thờ phượng, trong lời chào và ban phước lành, trong việc đọc và giảng Lời Chúa, và trong các bí tích". Cuốn Sách thờ phượng cho nhà thờ và gia đình (1965) của Methodist có nội dung "Nhà thờ ban phước lành cho nơi ở". Trong Giáo hội Luther, các linh mục thường được yêu cầu ban phước cho những đồ vật thường xuyên được mọi người sử dụng hoặc linh thiêng, chẳng hạn như dây chuyền thánh giá, ngoài ra, giáo sĩ Luther cũng ban phước cho nhà của các thành viên trong giáo đoàn. Trong Giáo Hội Các Thánh Hữu Ngày Sau của Chúa Giê Su Ky Tô (LDS) tức là giáo phái Mặc Môn giáo thì các phước lành được ban cho các tín hữu nam (huynh trưởng) xứng đáng nắm giữ chức tư tế Melchizedek (Mê-Chi-Sê-Đéc).